# Портрет Поліни Оно
«Портрет Полíни Оно́»  — картина французького художника Франсуа Мілле.
За першим своїм фахом він портретист. Він брався і малював портрети, хоча й відчував незадоволення. До того ж в Парижі він навчався у історичного живописця Делароша. Задоволення ані від навчання у Делароша, ані від тодішнього Парижу він не відчував. Душею він відпочивав у музеї Лувр, бо треба було набрати досвіду, який ніхто не міг йому дати, окрім старих майстрів мистецтва.
Поліна Оно — перша дружина художника.  Художника-початківця приваблювали щирість і відданість коханої. Вони побралися у 1841 році. Через чотири роки Поліна помре від сухот (туберкульозу). Художник довго сумував за нею.
Не все гаразд було і з картинами — їх ніхто не купував. Жив художник на гроші від замовлених портретів. Лише після картин селянської тематики Мілле відчув задоволення від творчості, бо знайшов свою тему в живопису. Завдяки картинам цієї тематики він і залишиться в історії мистецтва Франції і Європи 19 століття.